# 3707 Schröter
3707 Schröter è un asteroide della fascia principale. Scoperto nel 1934, presenta un'orbita caratterizzata da un semiasse maggiore pari a 2,6152972 au e da un'eccentricità di 0,1574081, inclinata di 12,56461° rispetto all'eclittica.
L'asteroide è dedicato all'astronomo tedesco Egon Horst Schröter.